# Rödsjön (Blåviks socken, Östergötland)
Rödsjön är en sjö i Boxholms kommun i Östergötland och ingår i Motala ströms huvudavrinningsområde.